# Penedesenca
La Penedesenca est une race de poule domestique.

## Description
C'est une volaille plutôt légère, rustique et active.
Elle a la crête divisée sur son lobe, la queue est portée plutôt haute et le plumage est collé au corps.
Entre 10 et 15 % des poules ont tendance à couver et se révèlent de bonnes mères.
Elle pond entre 140 et 160 œufs par an.

### Origine
Originaire d'Espagne, c'est durant les années 1920 que le professeur Rossel i Vilà citait une race de poule ancienne, caractérisée par la ponte d'œufs à coquille très foncée et qui était connue comme la race de poules de la région de Vilafranca del Penedès près de Barcelone. En 1946, grâce aux aviculteurs José Montserrat et José Milá, un standard fut approuvé pour une poule noire dénommée à l'époque « Vilafranquina », mais cela n'eut pas de suite.
Au début des années 1980, cette population de poules de la région de Vilafranca del Penedès, hétérogène en coloris et dispersée dans les fermes du pays, était en danger de disparition. Le vétérinaire D. Antonio Jordá rassembla des œufs fécondés et des sujets adultes jusqu'à réunir une population de près de 300 poules à partir desquelles le docteur Amadeu Franscesch de l'Unité de génétique avicole de l'IRTA a défini et établi le standard de la race.
Un cheptel de la variété noire a été amélioré à l'Unité de génétique avicole de l'IRTA et est utilisé pour la production de poulets de chair de qualité traditionnelle.

### Standard officiel
- Masse idéale :
  - variété noire: Coq :  2,5 à 3 kg ; Poule : 2 à 2,4 kg
  - autres variétés: Coq :  2 à 2,7 kg ; Poule : 1,7 à 2 kg
- Crête : simple avec excroissances sur le lobe
- Oreillons : blancs bordés de rouge
- Couleur des yeux : miel
- Couleur de la peau : blanche
- Couleur des Tarses : chair à foncé, selon variété
- Variétés de plumage :  noir, perdrix, froment, coucou doré
- Œufs à couver : min. 60 grammes, coquille brun-rouge intense
- Diamètre des bagues : Coq : 18 à 20 mm ; Poule : 16 à 18 mm

## Sources
- Le Standard officiel des volailles (Poules, oies, dindons, canards et pintades), édité par la SCAF.